# Административно-территориальное деление Кадуйского района
Кадуйский район — административно-территориальная единица в Вологодской области Российской Федерации. В рамках организации местного самоуправления ему соответствует одноимённое муниципальное образование Кадуйский муниципальный район.
Административный центр — рабочий посёлок Кадуй.
- Код ОКАТО Кадуйского района — 19 226
- Код ОКТМО Кадуйского муниципального района — 19 626

## Административно-территориальные единицы

Сельсоветы Кадуйского района

Кадуйский район в рамках административно-территориального устройства, включает 2 посёлка городского типа (рабочих посёлка Кадуй и Хохлово) и 7 сельсоветов:
| № | Сельсовет      | Соответствующее муниципальное образование |
| - | -------------- | ----------------------------------------- |
| 1 | Андроновский   | Никольское СП                             |
| 2 | Барановский    | СП Семизерье                              |
| 3 | Бойловский     | Никольское СП                             |
| 4 | Великосельский | Никольское СП                             |
| 5 | Мазский        | СП Семизерье                              |
| 6 | Никольский     | СП Никольское                             |
| 7 | Чупринский     | СП Семизерье, ГП посёлок Кадуй            |

### История
Кадуйский район образован по постановлению Президиума ВЦИК 1 августа 1927 года в составе Череповецкого округа Ленинградской области. С Постановлением ВЦИК от 20 сентября 1931 года к Кадуйскому району была присоединена территория упразднённого Абакановского района. Постановлением ЦИК СССР от 23 сентября 1937 район присоединён к вновь образованной Вологодской области. С 13 декабря 1962 года по 12 января 1965 года, вовремя неудавшейся всесоюзной реформы по делению на сельские и промышленные районы и парторганизации, в соответствии с решениями ноябрьского (1962 года) пленума ЦК КПСС «о перестройке партийного руководства народным хозяйством», район в числе многих в СССР был временно укрупнён — тогда был образован Бабаевский сельский район, территория которого включала территорию прежних Бабаевского и Кадуйского административных районов. В декабре 1962 года было создано Бабаевское колхозно-совхозное управление. Пленум ЦК КПСС, состоявшийся 16 ноября 1964 года восстановил прежний принцип партийного руководства народным хозяйством, после чего Указом Верховного Совета РСФСР от 12 января 1965 года Бабаевский и Кадуйский административные районы были восстановлены.

## Муниципальные образования

Муниципальные образования с 2015 г.

Муниципальный район, в рамках организации местного самоуправления, делится на 4 муниципальных образования нижнего уровня, в том числе 2 городских и 2 сельских поселения
| Муниципальное образование           | Административный центр | Административно-территориальные единицы (состав по структуре ОКАТО) |
| ----------------------------------- | ---------------------- | ------------------------------------------------------------------- |
| городское поселение посёлок Кадуй   | Кадуй                  | рабочий посёлок Кадуй, частично Чупринский сельсовет                |
| городское поселение посёлок Хохлово | Хохлово                | рабочий посёлок Хохлово                                             |
| Сельское поселение Никольское       | Никольское             | Андроновский, Бойловский, Великосельский, Никольский сельсоветы     |
| Сельское поселение Семизерье        | Малая Рукавицкая       | Барановский, Мазский, Чупринский сельсоветы                         |

### История муниципального устройства

Муниципальные образования в 2006—2009 гг.

Первоначально к 1 января 2006 года на территории муниципального района были образованы 2 городских и 7 сельских поселений.
| Муниципальное образование           | Административный центр | Административно-территориальные единицы (состав по структуре ОКАТО) |
| ----------------------------------- | ---------------------- | ------------------------------------------------------------------- |
| городское поселение посёлок Кадуй   | Кадуй                  | рабочий посёлок Кадуй, частично Чупринский сельсовет                |
| городское поселение посёлок Хохлово | Хохлово                | рабочий посёлок Хохлово                                             |
| Андроновское сельское поселение     | Андроново              | Андроновский сельсовет                                              |
| Барановское сельское поселение      | Барановская            | Барановский сельсовет                                               |
| Бойловское сельское поселение       | Бойлово                | Бойловский сельсовет                                                |
| Великосельское сельское поселение   | Великое                | Великосельский сельсовет                                            |
| Мазское сельское поселение          | Маза                   | Мазский сельсовет                                                   |
| Никольское сельское поселение       | Никольское             | Никольский сельсовет                                                |
| Рукавицкое сельское поселение       | Малая Рукавицкая       | Чупринский сельсовет                                                |

Муниципальные образования в 2009—2015 гг.

Законом Вологодской области от 8 апреля 2009 года было упразднено сельское поселение Великосельское (включено в Никольское).
| Муниципальное образование           | Административный центр | Административно-территориальные единицы (состав по структуре ОКАТО) |
| ----------------------------------- | ---------------------- | ------------------------------------------------------------------- |
| городское поселение посёлок Кадуй   | Кадуй                  | рабочий посёлок Кадуй, частично Чупринский сельсовет                |
| городское поселение посёлок Хохлово | Хохлово                | рабочий посёлок Хохлово                                             |
| Андроновское сельское поселение     | Андроново              | Андроновский сельсовет                                              |
| Барановское сельское поселение      | Барановская            | Барановский сельсовет                                               |
| Бойловское сельское поселение       | Бойлово                | Бойловский сельсовет                                                |
| Мазское сельское поселение          | Маза                   | Мазский сельсовет                                                   |
| Никольское сельское поселение       | Никольское             | Никольский, Великосельский сельсоветы                               |
| Рукавицкое сельское поселение       | Малая Рукавицкая       | Чупринский сельсовет                                                |

Законом Вологодской области от 30 марта 2015 года были упразднены сельские поселения: Андроновское и Бойловское (включены в Никольское), Барановское, Мазское и Рукавицкое (объединены в сельское поселение Семизерье с административным центром в деревне Малая Рукавицкая.